# Souffleuse à neige
Pour les articles homonymes, voir souffleuse.

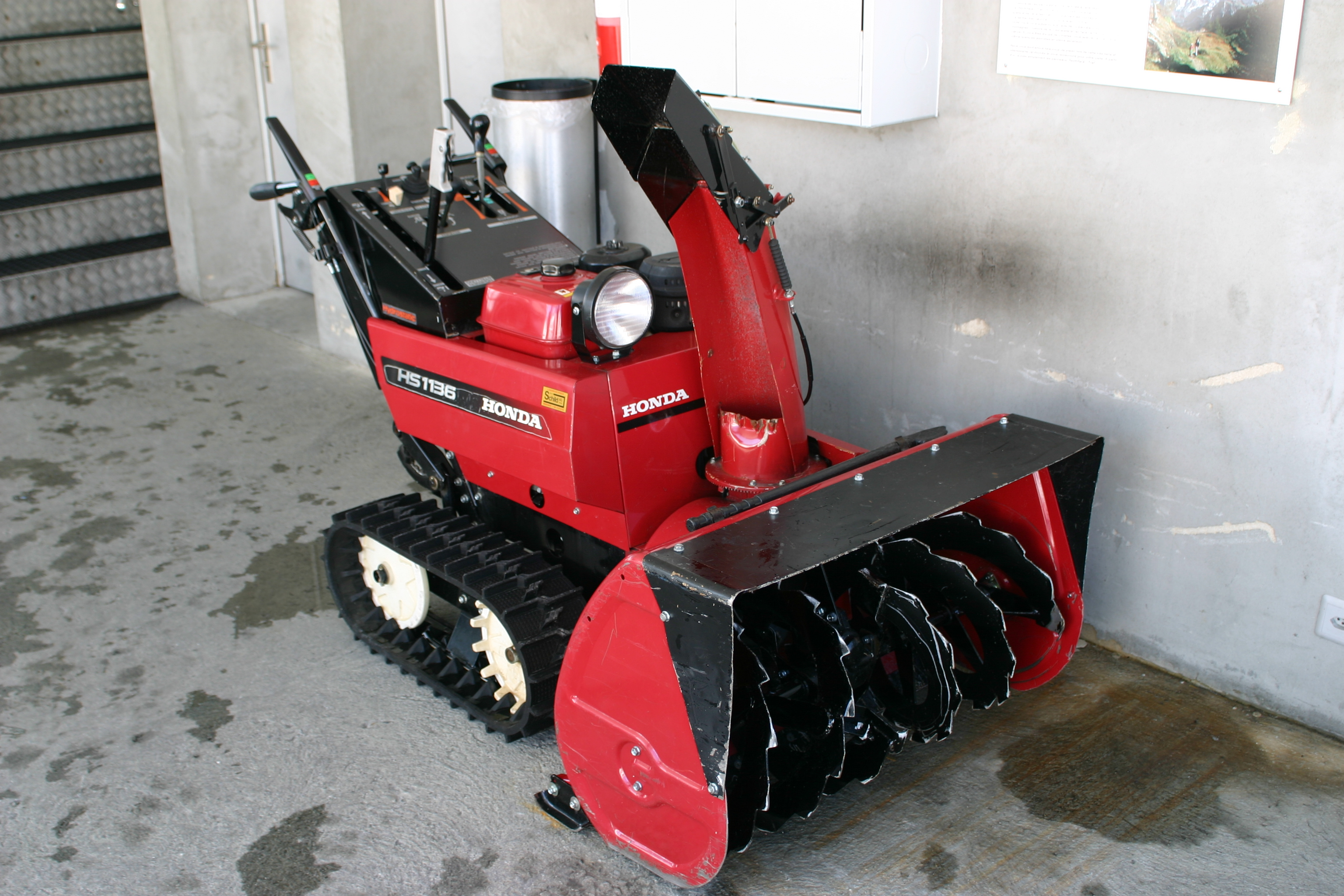
Souffleuse à neige de type turbo-fraise pour trottoirs ou petites surfaces.

Dans le domaine de la viabilité hivernale, une souffleuse à neige (ou juste souffleuse), dénommée fraise de déneigement ou fraise à neige en Europe,, est un outil utilisé pour évacuer la neige accumulée sur la chaussée ou ses abords pour la projeter à distance sur le sol ou dans un camion. 

## Terminologie

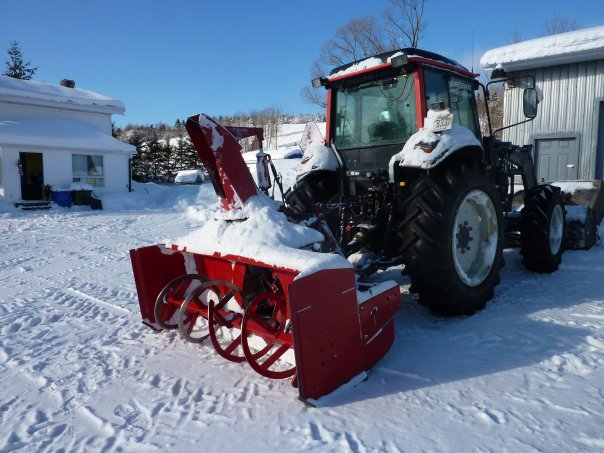
Souffleuse à neige derrière un tracteur utilisée pour déblayer les entrées au Québec.

Au Québec, lieu d'origine de cet outil, le terme utilisé est « souffleuse à neige » ou « souffleuse ». Il est également utilisé officiellement par le Bureau des véhicules automobiles du Gouvernement du Québec, par le Gouvernement du Canada, ainsi que par l'industrie nord-américaine. On fait ainsi référence à la manière dont la neige est éjectée par un robuste ventilateur: l'avant des premières souffleuses était un simple entonnoir et la double-fraise (en forme de tarière) a été ajoutée par la suite pour briser la neige compactée et la diriger vers le ventilateur. 
En Europe francophone, le terme utilisé est « fraise à neige » (ou « de déneigement »). Ce terme est défini, en France, par la norme NF P 98-793. En Suisse romande, c'est le terme « fraiseuse à neige » qui est le plus couramment utilisé,. On fait donc plutôt référence dans ces régions à la manière dont la neige est attaquée par l'engin (à la manière d'une fraise mécanique).

## Histoire

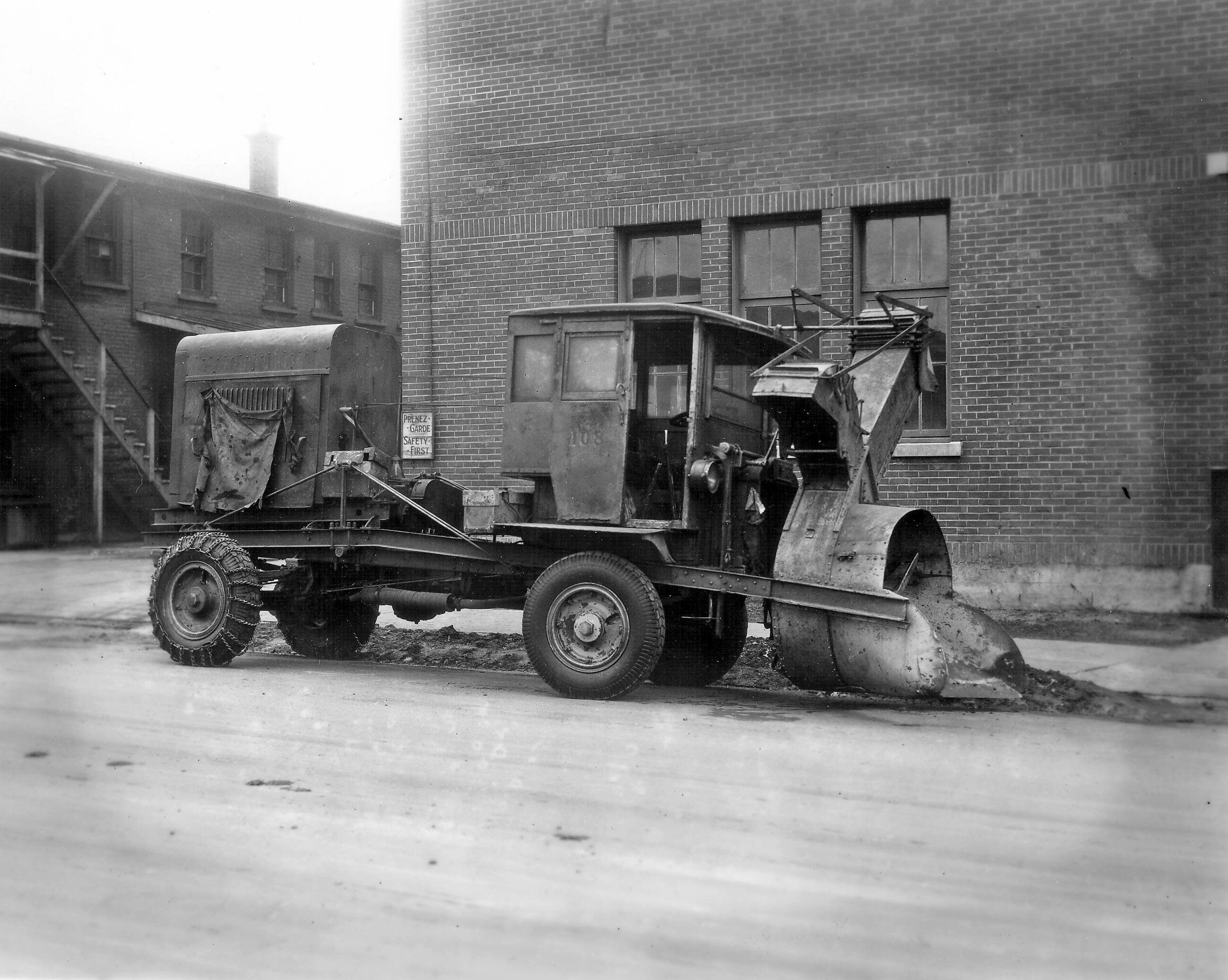
Souffleuse a neige Sicard, années 1930.

Robert Carr Harris, de Dalhousie au Nouveau-Brunswick, a fait breveter un appareil précurseur en 1870, le « Railway Screw Snow Excavator ». Cependant, Arthur Sicard, de Saint-Léonard-de-Port-Maurice, au Québec, est généralement considéré comme l'inventeur et le propagateur de la souffleuse au début du XXe siècle,.
Jeune fermier, il travaillait à la ferme laitière de son père et faisait la livraison aux clients. En hiver, les conditions routières étaient très difficiles en raison des chutes de neige ce qui compliquait son travail. En voyant la moissonneuse à lame rotative d'un voisin, il pensa appliquer le même principe pour l'enlèvement de la neige. Il développa son invention en 1925 et en 1927, puis vendit la première souffleuse à la ville d'Outremont comme la « déneigeuse et souffleuse à neige Sicard ». Il fonda les Industries Sicard à Sainte-Thérèse (Québec), rachetées plus tard par SMI-Snowblast Inc. de Watertown (New-York). Il y a toujours une filiale de cette entreprise à Lac-Brome-Knowlton (Québec), Groupe Sicard SSI.
Jusque dans les années 1950, ces engins ne furent fabriqués que pour les gros travaux de déneigement institutionnels, tels ceux des routes et des chemins de fer. Avec le développement des banlieues après la Seconde Guerre mondiale, la demande pour de plus petites souffleuses résidentielles amena la production de tel modèles.

## Description

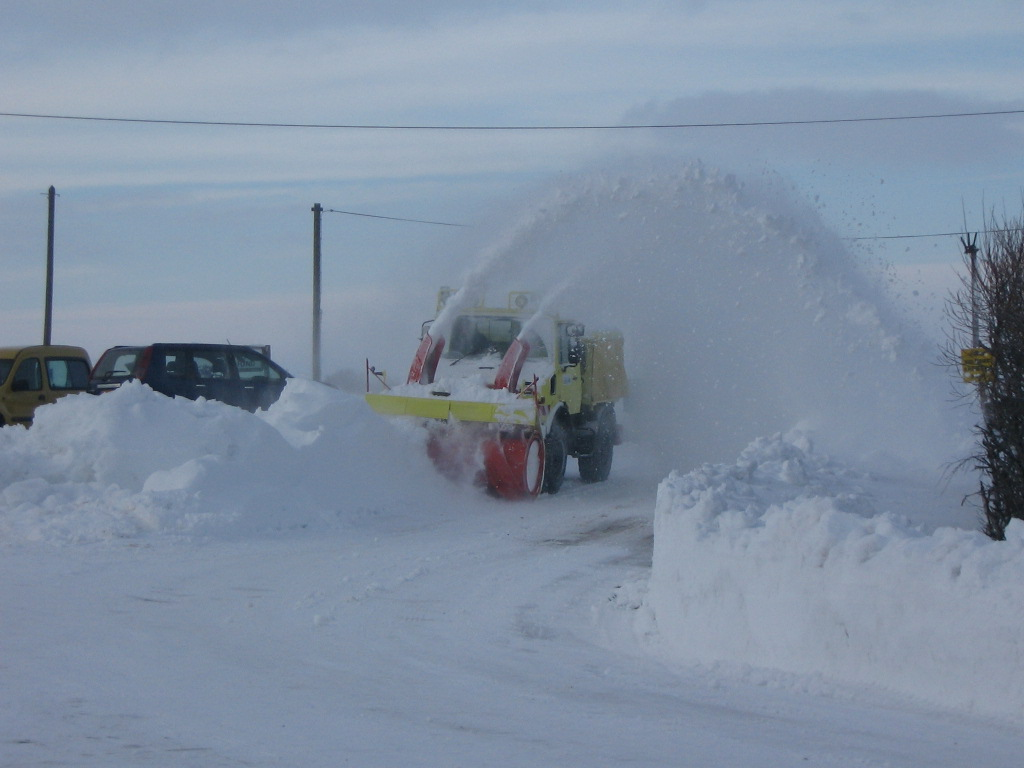
Souffleuse à neige en fonctionnement au col de Bonnecombe (Aubrac, Massif central, France).

Une souffleuse à neige peut être automotrice ou être un accessoire ajustable à un véhicule comme un camion, un tracteur ou une locomotive. Tous les types de souffleuses comportent un caisson ouvert que l'on dirige vers la masse de neige à enlever. Le travail se fait en deux étapes : le ramassage et la désagrégation de neige, puis l'évacuation. Ces processus peuvent se faire à l'aide d'un seul mécanisme ou de deux. Les appareils les plus simples, et en général les plus petits, vont utiliser une seule étape alors que ceux plus robustes vont séparer la tâche en deux. Un organe rotatif, appelé tambour à aubes, dont l’axe de rotation est horizontal et perpendiculaire à l’axe d’avancement du porteur, est la partie la plus visible du système. 
Les souffleuses sont opérées à l'électricité, au pétrole ou au gaz selon le type de moteur utilisé. Elles varient en format depuis les très petites pour le déblaiement des entrées de garage par les propriétaires fonciers, aux plus grosses qui sont utilisées pour entretenir les routes, les voies de chemins de fer, ou encore les pistes d'aéroports.

## Mécanisme
Tous les mécanismes de souffleuses utilisent une vis sans fin pour déplacer la neige à souffler vers l'orifice d'expulsion; le mécanisme déplaçant la neige est souvent désigné par le terme tarière.

### Sens du montage
On distingue deux types de montage des souffleuses :
- à fraises frontales, les plus répandues, située dans l’axe de la zone de travail et de celle du porteur ;
- à fraises latérales, dont l’axe de la zone de travail est décalé par rapport à l’axe du porteur.

### Fonctionnement
On peut généralement les diviser en deux catégories de fonctionnement, soit les souffleuses à une ou deux étapes, selon la fraise utilisée :
- les turbines à neige qui recueillent et expulsent la neige en une seule phase ;
- les turbo-fraises qui possèdent deux organes rotatifs : le tambour à aubes principal qui attaque la neige et une deuxième roue à aubes destiné à l’éjection de la neige dans une cheminée d’éjection.

#### Turbine à neige

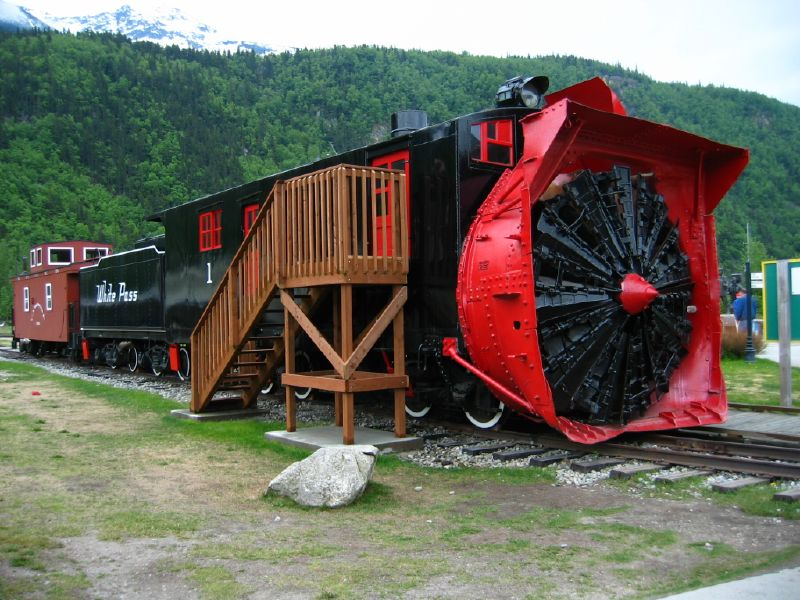
Souffleuse sur le chemin de fer White Pass and Yukon entre Skagway (Alaska) et Whitehorse (Canada).

Les souffleuses à une phase, ou turbine à neige, fonctionnent à l’aide d’une seule vis sans fin dont les rôles sont de recueillir la neige, en disposer et de propulser la machine. Cette vis est donc placée horizontalement dans l'axe de déplacement et est reliée à la transmission du véhicule. Elle est munie de palettes courbes, similaires à une hélice de navire, qui brisent la masse neigeuse et la propulse vers un conduit d'éjection. 
En général, ce sont des appareils pour usage léger comme le déneigement de trottoirs. Les palettes peuvent donc être faites de matériaux comme le plastique et être portables. Par exemple, des pelles souffleuses ont été produites avec ce principe.
Cependant, c'est le type généralement utilisé pour le déneigement des voies ferrées. Le mécanisme est alors en acier, très volumineux et robuste. On retrouve dans le caisson, une ou deux énormes hélices munies de bord très coupants qui vont couvrir la largeur de la voie ferrée. Ce mécanisme simple et robuste permet de dégager la neige et à la locomotive de se déplacer à une vitesse assez élevée.

#### Turbo-fraise

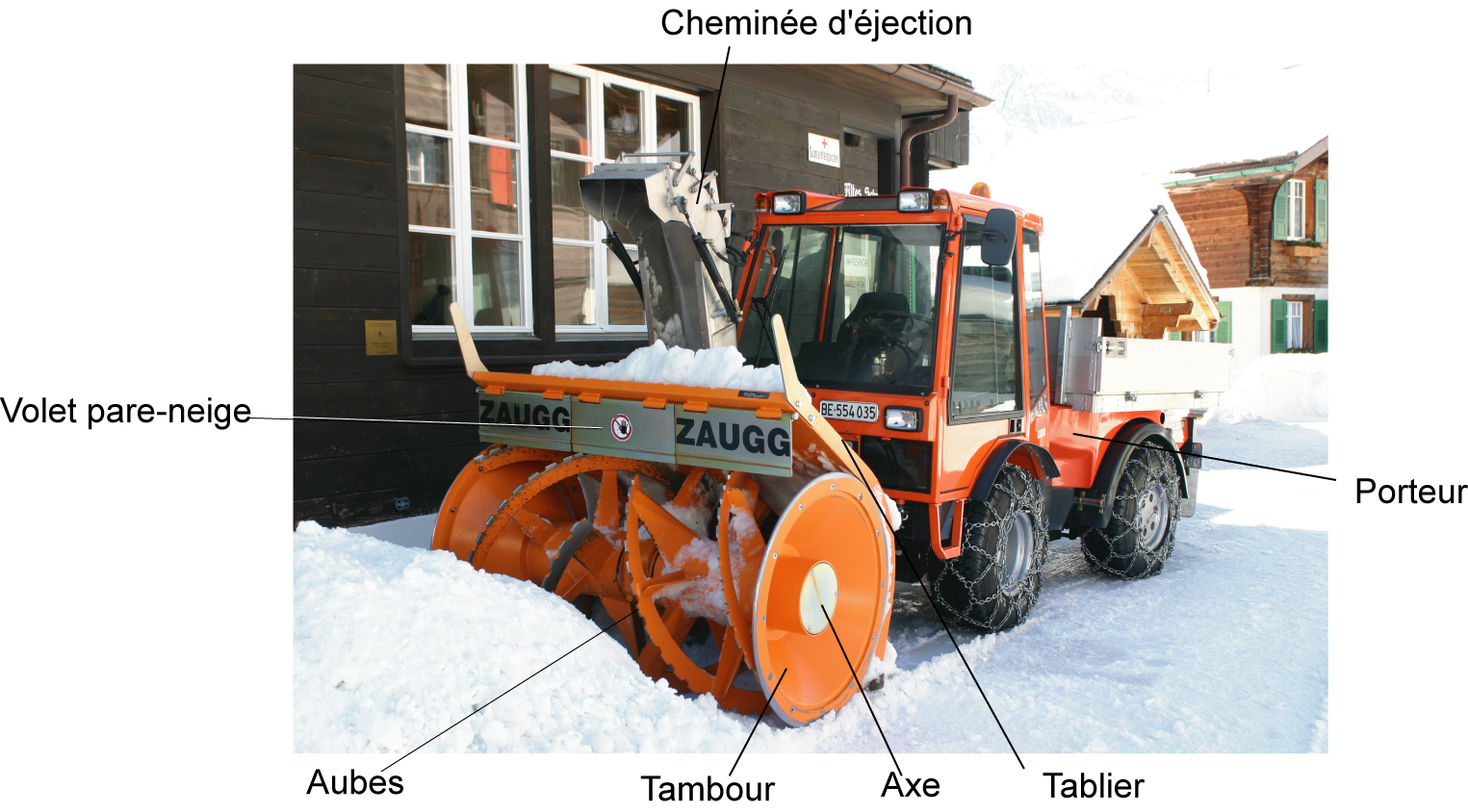
Souffleuse à neige de type turbo-fraise avec ses composantes.

Dans les turbo-fraises, les deux parties du travail, désagrégation et évacuation, sont exécutées par deux organes différents. L'ameublissement de la neige se fait par deux vis hélicoïdales (vis sans fin) horizontales à aubes, qui séparent la neige du congère et l'amènent vers le centre de la machine. On retrouve au centre une turbine à palette qui propulse la neige vers un conduit d'éjection orientable.
D'autres fraises comportent des couteaux horizontaux placés sur un tambour, au lieu d'aubes. Ils coupent dans la neige de larges copeaux. Ces blocs de neige sont ensuite conduits vers le milieu ouvert du cylindre par d'autres dispositifs pour être expulsés.

### Sécurité
Pour éviter les bris mécaniques et réduire la gravité des blessures lorsqu'un solide est entraîné dans la tarière, des goupilles de cisaillement pré-affaiblies sont utilisées pour relier l'arbre à la tarière. Elles cèdent lorsque l'effort appliqué à la tarière excède un seuil prédéfini, ce qui en immobilise une section.